# Ночлежные дома
Ночлежные дома — заведения, предоставляющие ночлег бездомным, а в ряде случаев также помощь пропитанием, деньгами или одеждой.

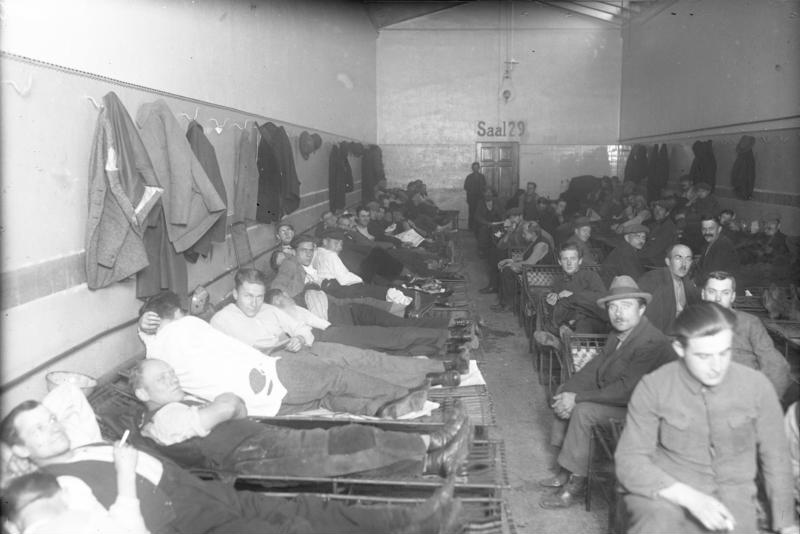
1930 г. Приют для бездомных в Берлине

## История
Первый ночлежный приют в Западной Европе был устроен в 1361 году; им могли пользоваться только дряхлые и немощные; здоровым, после нескольких посещений, отказывали в приёме. Позже в некоторых странах, как, например, Англии, существовали специальные законы о бедных, содействующих попечению о бедных со стороны общин и приходов; кроме того, в Англии, Франции, Бельгии и некоторых других развитых странах существовало немало обществ, ставивших своей коммерческой задачей устройство и улучшение рабочих жилищ.
В России ночлежные дома начали возникать в 1860—1870-е годы. Их появление было связано со стремительным переселением обедневшего крестьянства в большие города ради заработков.
Первые ночлежные дома возникали в местах, где происходил наём чернорабочих. В основном это были дешёвые гостиницы с койкой (нарами) в общих спальнях. В Москве, таким местом был Хитров рынок, описанный В. А. Гиляровским: «Двух- и трёхэтажные дома вокруг площади все полны такими ночлежками, в которых ночевало и ютилось до десяти тысяч человек. Эти дома приносили огромный барыш домовладельцам». Часто, из-за недостаточности мест, многие ночлежники спали под нарами на полу. Во многих ночлежных домах обычным явлением была грязь, сырость и мрак, вечно царящие в этих, большей частью подвальных, помещениях. Быт частного ночлежного дома представлен в описании декораций к пьесе Максима Горького «На дне»: «Подвал, похожий на пещеру. Потолок — тяжёлые, каменные своды, закопчённые, с обвалившейся штукатуркой. Свет — от зрителя и, сверху вниз, — из квадратного окна с правой стороны… Везде по стенам — нары… Посредине ночлежки — большой стол, две скамьи, табурет, всё — некрашеное и грязное». В отличие от частных ночлежек, заведения для бездомных, организуемые благотворителями, отличались сносными условиями; строго ставились требования санитарии — одежда дезинфицировалась в специальной просушке, кровати размещались на расстоянии полуаршина друг от друга или разделялись бортиками.
Учреждали их частные лица или общественные учреждения либо благотворительные общества. Однако в Вятке (1872), Одессе (1875), Варшаве и некоторых других городах ночлежные дома открылись первоначально при полицейских участках, по инициативе местных полицейских органов. В Киеве 17 января 1879 год дума ассигновала 2500 рублей на наём домов для ночлежных приютов. В Санкт-Петербурге первый ночлежный дом на 35 ночлежников и 15 ночлежниц был открыт в 1883 году стараниями доктора Н. Дворяшина на средства «Общества ночлежных домов в Петербурге»; идея была поддержана вступившими в Общество в 1880-е годы такими влиятельными общественными и государственными деятелями, как священник Иоанн Кронштадтский и товарищ министра внутренних дел И. Н. Дурново и вскоре открыло ещё три ночлежных дома, в общей сложности на 900 человек.
С 1880-х годов помощь нуждавшимся в жилье стала важной частью российской благотворительности, и количество заведений для ночлега значительно возросло.
В начале XX века крупнейшими ночлежными домами являлись: Ермаковский и Морозовский — в Москве (на 1500 и 800 человек), Бугровский — в Нижнем Новгороде (900 человек), Ваныкинский — в Туле (250 человек).

## Государственные ночлежные дома в Москве
Ещё в 1864 году московский генерал-губернатор В. А. Долгоруков предлагал московской думе взять на своё содержание дома «для ночлежников ввиду негигиенических условий, в каких находятся эти дома»; однако думская комиссия посчитала устройство ночлежных домов делом благотворительности. Тем не менее, в 1879 году, ввиду угрозы эпидемии чумы городские власти вынуждены были вернуться к этому вопросу; в результате открылся ночлежный дом имени К. В. Морозова на 510 мест (1-й Гончарный переулок).
Для устройства четырёх ночлежных домов на 4,5 тысячи человек московской думой было ассигновано в 1885 году 300 тысяч рублей; в докладе думской комиссии отмечалось: Цель <…> заключается не только в том, чтобы располагать ночным пристанищем для тех, кто лишён собственного крова, но чтобы это пристанище было здорово, чтобы в нём нашли себе применение все выработанные средства, гарантирующие от распространения болезни. Однако только с 1903 года, когда московский генерал-губернатор вел. кн. Сергей Александрович обратил внимание думы на проблему Хитровки, городское управление вплотную озаботилось созданием собственных ночлежек.
В 1906 году было принято решение использовать пожертвованный ещё в 1895 году текстильным фабрикантом Флором Ермаковым капитал в 800 тысяч рублей на постройку платного ночлежного дома с баней, прачечной и корпусом для служащих — на 1 500 человек. Дом был построен в 1908 году.
В 1909 году был открыт ночлежный дом на 750 мест в Большом Новопесковском переулке. В 1910 году московская дума взяла на содержание ночлежный дом, построенный Ю. Т. Крестовниковой на средства М. Ф. Морозовой у Брестского вокзала (Улица Пресненский Вал, 15).
К 1913 году городских ночлежных домов в Москве было шесть: имени К. В. Морозова, «Покровский» — оба бесплатные, также «Трифоновский», «Ново-Песковский», «Брестский» и имени Ф. Я. Ермакова.
В 1915 году Был построен второй корпус Ермаковского ночлежного дома, тоже на 1500 человек (Краснохолмская улица, 14).

## Государственные ночлежные дома в Санкт-Петербурге
Первый ночлежный дом был открыт в Санкт-Петербурге после того, как доктор Дворяшин решил провести перепись населения в трущобном квартале Вяземской лавры. Первое общество ночлежных домов было зарегистрировано 1883 году. Ночлежные дома в городе стали появляться на Обводном, Боровой, Воронежской, Малой Болотной улицах, куда вмещались от 250 до 900 человек. Ночлежки открывались ежедневно в 18:00, однако бездомные приходили туда уже за несколько часов, чтобы встать в очередь. Ночлежки всегда были забиты. Место в ночлежке стоило 5 копеек, за эти деньги предоставлялся ужин и завтрак. Помещения ночлежек было принято тщательно обрабатывать и мыть. За пьянство и шум немедленно выгоняли. К XX веку в городе действовало 16 ночлежек, вмещавших около 4000 человек. Самым известным обитателем ночлежек был пребывавший в запое известный художник Саврасов.   
Самый известный ночлежный дом был построен возле горячего поля — крупной свалки и крупнейшего городской стоянки для бездомных, здесь помимо бездомных ютились воры и уголовники, в итоге среди жителей ночлежки постоянно устраивались рейды сыскной полиции. Женское отделение ночлежки стало «штаб-квартирой» для знаменитой разбойницы «Верки-арбуз», которая командовала женщинами, занимавшимися секс-торговлей и разбойничеством в Московской заставе. Она «задабривала» администрацию ночлежки подарками и взятками.

## В современной России
В СССР бездомность (бродяжничество) рассматривалось как правонарушение и в связи с этим ночлежные дома отсутствовали. На основании приказа МВД СССР №140 1970 г., изданным во исполнение постановления ЦК КПСС и СМ СССР от 23 февраля 1970 г. «О мерах по усилению борьбы с лицами, уклоняющимися от общественно-полезного труда и ведущих антиобщественный, паразитический образ жизни», бездомные помещались в приемники-распределители органов внутренних дел.
В начале 1990-х годов в Российской Федерации карательные меры советского периода сменили безразличие и полная беспомощность государственных структур решить проблему бездомности. Именно тогда местными властями стали вновь создаваться ночлежные дома (дома ночного пребывания). 2 ноября 1993 г. был издан Указ Президента РФ №1815 «О мерах по предупреждению бродяжничества и попрошайничества». В соответствии с ним предписывалось реорганизовать приёмники-распределители органов внутренних дел для лиц, задержанных за бродяжничество и попрошайничество, в центры социальной реабилитации указанных лиц для оказания им социальной, медицинской и иной помощи. При этом допускалось принудительное помещение лиц, занимающихся бродяжничеством или попрошайничеством, в центры социальной реабилитации с санкции прокурора на срок не свыше десяти суток. Однако положения этого указа о переоборудовании приёмников-распределителей в центры социальной реабилитации и об изменении задач и условий содержания в этих учреждениях на практике не реализовывались.
В 1995 г. в России было только 25 домов ночного пребывания, 5 социальных гостиниц и 40 специнтернатов.
В феврале 2001 г. было принято распоряжение губернатора Санкт-Петербурга “О создании в административных районах Санкт-Петербурга домов ночного пребывания для граждан без определённого места жительства”. Однако получить место в таком доме могут лишь проживавшие раньше не менее двадцати лет в Петербурге (Ленинграде).